# What Is This?
What Is This? foi uma banda de rock que existiu entre os anos de 1980 e 1986. Contava inicialmente com Alain Johannes (vocais), Hillel Slovak (guitarrista), Jack Irons (baterista), e Flea (baixista). Os três últimos integrantes citados, na época também faziam parte da banda paralela chamada Red Hot Chili Peppers que contava com Anthony Kiedis nos vocais. Flea não chegou a gravar com o What Is This? porque estava gravando com os Red Hot Chili Peppers.

## Discografia
- 1984 - Squeezed (EP)
- 1985 - What Is This?
- 1985 - 3 Out of 5 Live (EP)